# Satz von Milnor-Thom
Im mathematischen Teilgebiet der algebraischen Geometrie gibt der Satz von Milnor-Thom eine Abschätzung für die Anzahl der Zusammenhangskomponenten der Nullstellenmenge eines Polynoms und allgemeiner für die Summe der Betti-Zahlen der Nullstellenmenge.

## Nullstellenmengen von Polynomen
Es sei {\displaystyle P\in \mathbb {R} \left[x_{1},\ldots ,x_{n}\right]} ein Polynom in {\displaystyle n} Variablen vom Grad {\displaystyle k}. Der Satz von Milnor-Thom gibt Abschätzungen für die Topologie der Nullstellenmenge 
{\displaystyle A=\left\{x\in \mathbb {R} ^{n}:P(x)=0\right\}\subset \mathbb {R} ^{n}},
genauer gesagt für die Summe der Betti-Zahlen {\displaystyle b_{i}(A)}. 
Weil die Anzahl der Zusammenhangskomponenten von {\displaystyle A} gleich der 0-ten Betti-Zahl {\displaystyle b_{0}(A)} ist und alle Betti-Zahlen nichtnegativ sind, gilt offensichtlich
{\displaystyle \sharp \left\{{\text{Zusammenhangskomponenten von }}A\right\}=b_{0}(A)\leq b_{0}(A)+b_{1}(A)+\ldots +b_{n}(A)}
und man erhält aus dem Satz von Milnor-Thom insbesondere eine Abschätzung für die Anzahl der Zusammenhangskomponenten.

## Die Ungleichungen
John Milnor betrachtete in seiner 1964 geschriebenen Arbeit etwas allgemeiner algebraische Varietäten {\displaystyle V\subset \mathbb {R} ^{n}} definiert durch {\displaystyle p} Polynome {\displaystyle f_{i}=0,i=1,\ldots ,p,}, jedes vom Grad {\displaystyle \leq k} und bewies, dass die Summe ihrer Betti-Zahlen die Ungleichung
{\displaystyle b_{0}(V)+b_{1}(V)+\ldots +b_{n}(V)\leq k(2k-1)^{n-1}}
erfüllt. Für den Fall, dass {\displaystyle V} durch polynomielle Ungleichungen {\displaystyle f_{i}\geq 0,i=1,\ldots ,p} definiert wird, bewies er 
{\displaystyle b_{0}(V)+b_{1}(V)+\ldots +b_{n}(V)\leq {\frac {1}{2}}(2+d)(1+d)^{n-1}}
mit {\displaystyle d=deg(f_{1})+\ldots +deg(f_{p})}. Weiterhin bewies er auch Ungleichungen für komplexe algebraische Varietäten {\displaystyle V\subset \mathbb {C} ^{n}} und für projektive Varietäten.
René Thom hatte in seiner 1965 veröffentlichten, aber bereits früher geschriebenen Arbeit für die Nullstellenmenge {\displaystyle A\subset \mathbb {R} ^{n}} eines Polynoms vom Grad {\displaystyle k} die Abschätzung {\displaystyle b_{0}(A)+b_{1}(A)+\ldots +b_{n}(A)\leq (2k)^{n}} bewiesen.
Beide Beweise, von Milnor und von Thom, benutzten Morse-Theorie.
Nolan Wallach gab 1996 eine verbesserte Abschätzung für den Fall nichtsingulärer Hyperflächen: Wenn {\displaystyle f\colon \mathbb {R} ^{n}\to \mathbb {R} } ein Polynom vom Grad {\displaystyle k} und {\displaystyle 0} ein regulärer Wert von {\displaystyle f} ist, dann gilt für die Summe der Betti-Zahlen von {\displaystyle A=f^{-1}(0)} die Ungleichung
{\displaystyle b_{0}(A)+b_{1}(A)+\ldots +b_{n}(A)\leq k^{n}}.